# Lille Gadegård
Lille Gadegård er en gård på Sydbornholm, der har haft vinavl fra 1995. De første år dyrkedes kun jordbærvin, men da Danmark i år 2000 blev anerkendt af EU som vinland, blev der plantet druer.
I oktober 2002 høstedes de første druer, som blev til rødvin. I dag har Vingården Lille Gadegård 6,9 ha tilplantet med druer – formentlig Danmarks største areal med vin.[kilde mangler] I sommeren 2005 blev brænderiet taget i brug, så ud over rødvin produceres diverse brændevine samt siden 2009, whisky.  Der dyrkes nu også hvide druer, Orion, og høsten fra 2012 blev sendt til Georg Breuer i Bingen ved Rhinen. Fra 2013 vinificeres vinen i Pedersker hjemme på Bornholm.